# 朝日新聞テレビ夕刊
『朝日新聞テレビ夕刊』（あさひしんぶんテレビゆうかん）は、1965年5月2日から1979年3月25日までテレビ朝日（1977年3月まで日本教育テレビ=NET）をはじめANN系列各局で日曜夕方に放送されたニュース番組である。当初はモノクロ放送だったが、1971年1月3日からカラー放送となった。
新聞の日曜夕刊廃止に伴いスタートしたワイドニュース。全国ニュース、スポーツニュース、ローカルニュースで構成。『朝日新聞』がニュース提供した。開始当時、ニュース解説は、朝日新聞から来たニュース・デスクが影の声からの質問に答えていくという体裁をとっていた。
平日に放送されていた夕方のワイドニュース『NETニュース』（1970年1月にANN結成のため『ANNニュース』へ改題）→『ANNニュースレーダー』（1975年に腸捻転解消により全国ネットへ昇格。それまでは同名の関東ローカルニュース）の日曜日における補完番組であった。1979年4月、月 - 土曜に放送されていた『-レーダー』に統合されて終了した。

## 放送時間
- 1965年5月 - 1965年9月 18:30 - 18:55（25分）[注 4]
- 1965年10月 - 1968年9月 18:00 - 18:25（25分）
- 1968年10月 - 1979年3月 17:30 - 17:55（25分）

## 出演者
- 1965年5月 - 1976年3月：
  - 解説 木谷忠、今津弘、有馬真喜子、小松錬平、波多野宏一、伊藤牧夫、加藤泰安（以上朝日新聞編集員）他、シフト勤務か?[注 5]
  - 進行・影の声 NETアナウンサー持ち回り
- 1976年4月 - 1979年3月：
  - 司会 吉岡晋也（NETテレビ→テレビ朝日アナウンサー。1978年9月まで『ANNニュースレーダー』土曜担当を兼務。同番組に統合後も続投）

## ネットしていた局
特に記載事項がない局は開始から終了まで。
- NET→テレビ朝日（制作・幹事局）
- 北海道テレビ（1968年12月開局から番組終了まで）[注 6]
- ミヤギテレビ（当時NNNとANNのクロスネット ※1970年10月開局から1975年9月まで。[注 7]） → 東日本放送（1975年10月開局から終了まで）
- 福島中央テレビ（1970年4月開局から1971年9月まで ※福島テレビとのネット交換により、夕方ニュースをNNNに統一したために打ち切り）
- 新潟総合テレビ（現：NST新潟総合テレビ）（1971年10月から番組終了まで）
- 静岡けんみんテレビ（現：静岡朝日テレビ）（1978年7月開局から番組終了まで）
- 名古屋テレビ（ANN単独加盟となった1973年4月1日から番組終了まで、中京テレビとのダブルクロスネット時代までは未ネット[注 8]）
- 福井放送（当時ANN未加盟局（※現在はNNNとのクロスネット）。全国放送終了後も「ANNニュースレーダー」の日曜日放送分を、タイトル差しかえで継続[注 9]）
- 朝日放送（ANNに加盟した1975年4月から番組終了まで、以前の加盟局毎日放送は『毎日新聞テレビ夕刊』を放送していた関係で未ネット[注 8]）
- 広島ホームテレビ
- 岡山放送（1975年4月から番組終了まで[注 8]）
- 瀬戸内海放送（1975年4月から番組終了まで[注 8]）
- 九州朝日放送
- 鹿児島テレビ（1969年4月開局から番組終了まで）